# Браун, Пола
Пола Браун (урожд. Paulina Braunowna) — польская поэтесса и композитор еврейского происхождения, автор песен и текстов для кабаре.
Была соавтором «Żywego Dziennika» вместе с Владиславом Шленгелем.

## Биография
Пола Браун родилась в Варшаве, точной даты её рождения не сохранилось.  До начала войны она работала в редакции сатирического журнала «Szpilki», а также выступала как артистка кабаре.
После заключения в Варшавское гетто продолжила заниматься искусством.
Она выступала в театре «Femina» и кафе «Sztuka», исполняя собственные песни и играя на фортепиано. В кафе «Sztuka» в то время собиралась еврейская интеллигенция, там Пола Браун делила сцену, в частности, с Владиславом Шленглем, Верой Гран и Владиславом Шпильманом.
Пола Браун тесно сотрудничала с Дианой Блюменфельд — Браун написала множество песен, которые исполняла Блюменфельд, многие из них были написаны специально для её голоса.
Среди её самых известных песен — «Curik aheym» («Вернись домой»), описывающая истории изгнанных евреев со всей Польши, и «A chołem» («Мечта»).
Вместе с Владиславом Шленглем она писала тексты для «Żywego dziennika» — кабаре, блестяще описывающего хронику жизни в гетто.
Благодаря распределению на промышленный завод в 1942 году Пола Браун избежала депортации в лагерь Треблинка.
Однако на рубеже апреля и мая 1943 года её депортировали в концлагерь Майданек. Там она участвовала в подпольной культурной жизни лагеря, давала концерты для еврейских и польских заключенных. Концерты проходили в казарме, где, помимо всего прочего, было пианино — так что она не только пела, но и играла.
Стихи, которые Пола Браун сочинила в лагере, сохранились в памяти польских узников, впоследствии переведенных в лагеря Освенцим-Биркенау и Равенсбрюк, и, благодаря им, дошли до нас («Matka», «List do Warszawy» и «Powszedni Dzień»).
3 ноября 1943 года Пола Браун погибла во время акции «Эрнтефест» (Операция «Праздник урожая») — крупнейшей казни в истории Майданека, получившей название «Кровавая среда», когда только в Майданеке было расстреляно около 18 тысяч евреев. В этот день было убито 42 000 человек.

## Наследие
Сохранившиеся стихи Полы Браун были собраны после войны в различных томах и публикациях. Александр Кулисевич, автор сборника «Польские лагерные песни», бывший узник Заксенхаузена, записал варианты некоторых произведений, написанных ей в Майданеке. Её стихи, среди произведений Владислава Шленгеля и Стефании Ней, были опубликованы в 1947 году в антологии писателя и поэта Михала Борвича под названием «Pieśśń ujdzie się pozna» (издаваемой Центральной еврейской исторической комиссией).